# Dialilcianamida
La dialilcianamida, conocida también como di-2-propenilcianamida y N-cianodialilamina, es un compuesto orgánico de fórmula molecular C7H10N.
Su estructura corresponde a la de la cianamida, si bien el nitrógeno, además estar de estar unido al grupo carbonitrilo (-C≡N), está enlazado a dos grupos alilo. Asimismo, es semejante a la de la dialilamina, pero, a diferencia de ésta, un grupo carbonitrilo está unido al nitrógeno central.

## Propiedades físicas y químicas
A temperatura ambiente, la dialicianamida es un líquido incoloro con una densidad inferior a la del agua (0,902 g/cm³).
Tiene su punto de fusión a 0 °C, mientras que su punto de ebullición es de 222 °C.
En forma de vapor, su densidad es 4,1 veces mayor que la del aire.
Es prácticamente insoluble en agua —apenas 5 g/L— pero es soluble en los disolventes orgánicos habituales como alcohol, éter, acetona y benceno.
El valor del logaritmo de su coeficiente de reparto, logP = 1,64, implica una solubilidad mayor en disolventes polares como el agua que en disolventes apolares como el 1-octanol.
Asimismo, puede descomponerse si es expuesta a la humedad.

## Síntesis y usos
La dialilcianamida puede sintetizar a partir de un haluro de alilo y una sal de cianamida, preferiblemente una sal de un metal alcalino como dicianamida de sodio. Esta síntesis, que data de 1928, se lleva a cabo en un disolvente formado por agua y un compuesto orgánico souble en ésta, por ejemplo etanol.
También se puede preparar la dialilcianamida a partir de la reacción entre un haluro insaturado con tres átomos de carbono (cloruro de alilo), una cianamida alcalino-térrea y un hidróxido alcalino fuerte. Como catalizador se emplea una sal de cobre como sulfato o sulfito de cobre (II), aunque también pueden usarse sales de cobre (I).
Un método de síntesis más moderno utiliza como precursores cianamida y carbonato de aliletilo, siendo el catalizador paladio(0). Con este procedimiento se alcanza un rendimiento del 86%.
En cuanto a sus usos, la dialilcianamida se emplea en la elaboración de copolímeros que contienen entre un 1% a un 75% de dialilcianamida, además de otro compuesto diferente copolimerizable con ésta y que contiene uno o varios grupos CH2=C. Estos materiales exhiben propiedades que los hacen especialmente adecuados para la industria.
Otro uso de la dialilcinamida es en condensadores electrolíticos, en concreto como relleno para condensadores electrolíticos de tántalo para alta tensión y elevada temperatura.
La dialilcianamida también puede utilizarse como agente «secuestrador» o «captador» de dióxido de carbono y sulfuro de hidrógeno en operaciones subterráneas. Ambos compuestos aparecen habitualmente en la producción de petróleo y gas, siendo corrosivos en dicho entorno, lo que en última instancia acaba provocando el agrietamiento u obstrucción de los equipos de producción. La dialilcianamida, introducida por medio de un fluido de tratamiento, reduce la corrosión ocasionada por estos agentes.

## Precauciones
La dialilcianamida es una sustancia combustible cuyo punto de inflamabilidad es 90 °C (valor estimado). En contacto con ácidos o bases, o si se calienta, desprende humos de cianuro venenosos.
La dialilcianamida es irritante y resulta nociva por ingestión, inhalación o absorción cutánea.
Es considerada más tóxica que la cianamida, provocando ataxia y convulsiones a dosis letales.